# Vertèbre cervicale

Les sept vertèbres cervicales

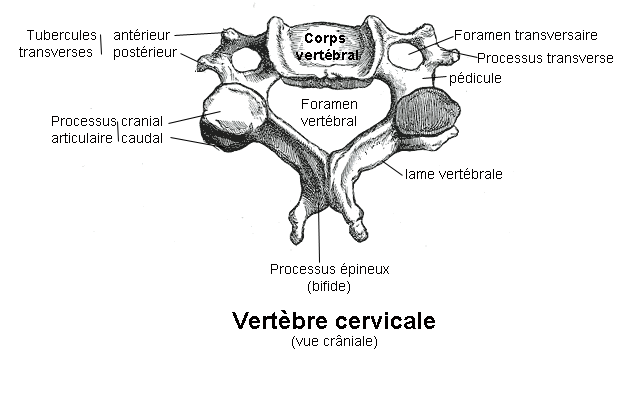
Une vertèbre cervicale

Pour les articles homonymes, voir C3, C4, C5, C6 et C7.

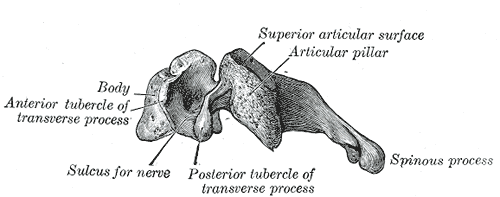
Vue latérale d'une vertèbre cervicale typique

Les vertèbres cervicales sont les vertèbres situées au niveau du cou. Elles appartiennent au rachis cervical.

## Description
Chez l'Homme, les vertèbres cervicales sont au nombre de sept, dont trois particulières : l'atlas (C1), l'axis (C2) et la septième vertèbre cervicale dite vertèbre proéminente (C7).
Ce sont les plus petites vertèbres du rachis. 
Les vertèbres cervicales C3, C4, C5 et C6 ont des structures similaires.
Elles présentent la structure générale des vertèbres avec un corps vertébral et un arc vertébral entourant le foramen vertébral mais avec des caractères spécifiques.

### Atlas et Axis
Les deux premières vertèbres cervicales sont de forme particulière et assurent la mobilité particulière de la tête.

### Vertèbres C3 - C6
Le corps vertébral des vertèbres cervicales C3-C6 sont cubiques allongés transversalement.
Leur face supérieure est concave transversalement avec deux saillies latérales verticales : les uncus (ou apophyse semi-lunaire ou crochet ou apophyse unciforme)
Leur face inférieure est concave d'avant en arrière et convexe transversalement. Latéralement deux échancrures reçoivent les uncus de la vertèbre sous-jacente.
Les deux faces latérales reçoivent les racines antérieures des processus transverses. Leur bord antérieur se prolonge en bas formant un bec recouvrant la vertèbre sous-jacente. Leur bord postérieur se prolonge par les pédicules vertébraux. A l'arrière du pédicule s'attache la racine postérieure du processus transverse.
Les foramens (ou trous) transversaires sont formés par la face externe des pédicules, les deux racines du processus transverse et leur jonction. C'est le passage des artères vertébrales et des veines vertébrales.
La face supérieure de la jonction osseuse du processus transverse est creusé du sillon du nerf spinal  pour le passage de ces derniers. Le sommet du processus porte deux tubercules : les tubercules antérieur et postérieur du processus transverse.
Les bords supérieur et inférieur des pédicules sont échancrés pour former avec les vertèbres voisines les foramens intervertébraux.
À l'arrière des pédicules les lames vertébrales se dirigent en bas, en arrière et en dedans. Elles sont plus longues que hautes. Elles portent en arrière le processus épineux court et large portant une gouttière inférieure recevant le bord supérieur du processus épineux sous-jacent. Son sommet porte deux tubercules.
À l'union des lames et des pédicules une colonne osseuse porte les processus articulaires supérieurs et inférieurs. La surface articulaire supérieure est orientée en arrière, en haut et légèrement en dehors. La surface articulaire inférieure est orientée en avant, en bas et légèrement en dedans.
Le foramen vertébral est large et triangulaire à base antérieure.

### Vertèbre proéminente

La vertèbre proéminente (en rouge).

La septième vertèbre cervicale ou vertèbre proéminente est une vertèbre de transition entre les vertèbres cervicales et thoraciques.
Son corps est plus volumineux que les autres vertèbres cervicales.
De façon inconstante, elle peut présenter une surface articulaire latérale avec la première côte.
Son processus épineux et ses processus transverses sont plus longs et n'ont qu'un tubercule.
Leurs foramens transversaires sont plus petits et ne sont traversés que par les veines vertébrales.

## Fonctions
La colonne cervicale permet l'articulation de la tête au thorax.
Elles permet les mouvements :
- d'inclinaison (l'oreille se rapproche de l'épaule),
- de flexion (menton sur poitrine) et d'extension (le mouvement inverse) surtout pris en charge par l'articulation atlanto-occipitale,
- de rotation (le menton se rapproche de l'épaule) surtout pris en charge par l'articulation atlanto-axoïdienne.

## Aspect clinique
Le tubercule antérieur du processus transverse de la sixième vertèbre cervicale, plus proéminent que les autres, est un repère chirurgical important car il est au niveau du croisement des artères carotide commune, thyroïdienne inférieure et vertébrale. Il est nommé tubercule carotidien ou tubercule de Chassaignac.

## Anatomie comparée

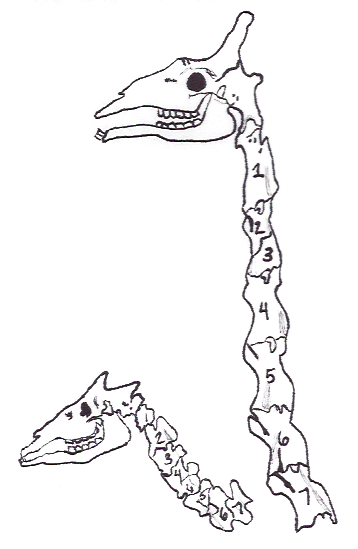
Malgré des longueurs de cou très différentes, l'okapi (à gauche) et la girafe (à droite) ont tous deux sept vertèbres cervicales. Le cou de la girafe est allongé par hétérochronie, prolongement du temps de développement embryonnaire de ces os.

Tout comme l'être humain, la plupart des mammifères, aussi bien la souris que la girafe ou le ragondin, possèdent sept vertèbres cervicales. Seuls font exception les lamantins (six) et les paresseux (paresseux didactyles : six aussi ; paresseux tridactyles : entre huit et dix),.
Chez les oiseaux, ce nombre est plus élevé — et variable : de 9 à 11 (perroquets) à 22 à 26 (cygne) —, ce qui leur permet d'effectuer une rotation complète de la tête sur son axe. Le nombre de vertèbres cervicales du cygne est variable, entre 22 et 26, mais il est nettement plus important que le nombre de vertèbres cervicales des autres oiseaux, qui en ont entre 9 et 18 (oies).
Les élasmosaures (des plésiosaures du Crétacé supérieur) possédaient 76 vertèbres cervicales.

## Galerie

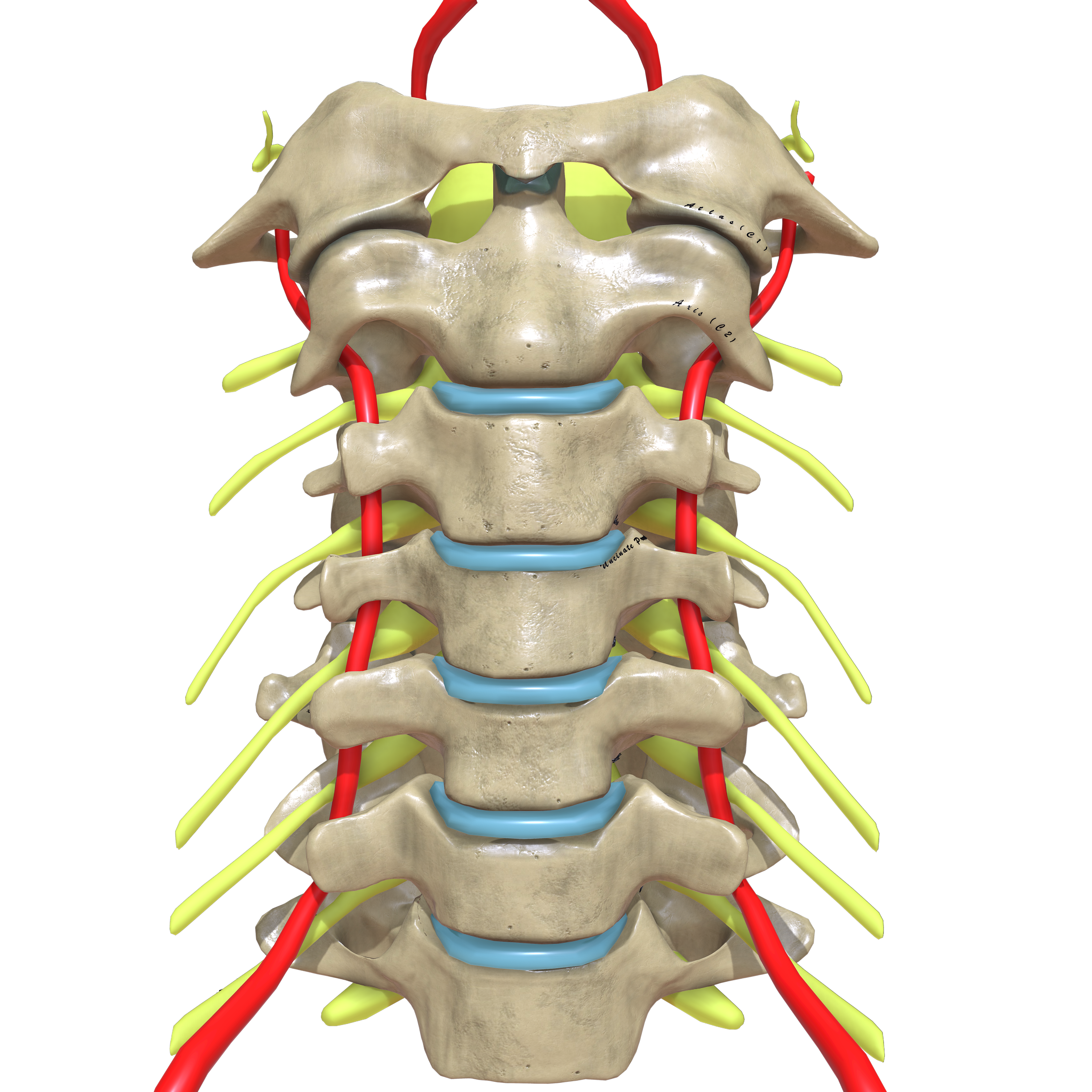
Vue antérieure du rachis cervical montrant les artères vertébrales ainsi que les nerfs spinaux.